# Maisteriluoto
Maisteriluoto är en ö i Finland. Den ligger i sjön Päijänne och i kommunen Padasjoki i den ekonomiska regionen  Lahtis ekonomiska region  och landskapet Päijänne-Tavastland, i den södra delen av landet, 140 km norr om huvudstaden Helsingfors. Öns area är omkring 110 kvadratmeter och dess största längd är 20 meter i sydväst-nordöstlig riktning.